# Fiebrigella delicata
Fiebrigella delicata är en tvåvingeart som först beskrevs av Becker 1912.  Fiebrigella delicata ingår i släktet Fiebrigella och familjen fritflugor.
Artens utbredningsområde är Paraguay. Inga underarter finns listade i Catalogue of Life.